# 二氯二苯甲烷
二氯二苯甲烷是一种有机化合物，化学式为(C6H5)2CCl2，是一种无色固体。它可由四氯化碳和苯在无水三氯化铝催化下发生付克烷基化反应得到。它也可由二苯基甲酮和五氯化磷反应制得：
(C6H5)2CO  +  PCl5  →   (C6H5)2CCl2  +  POCl3

## 反应
二氯二苯甲烷和1,1'-二硫代二[1,1-二苯基硫化磷]及锂在四氢呋喃中反应，可以得到二苯基二硫代次膦酸二苯基亚甲酯。它和铜粉在二甲基亚砜中反应，可以得到四苯基乙烯。
它和硫氰酸铵在二氧化硫中反应，可以得到二异氰基二苯基甲烷；它和叠氮化钠在乙腈中反应，可以得到二叠氮二苯甲烷。